# Pterolophia ploemi
Pterolophia ploemi là một loài bọ cánh cứng trong họ Cerambycidae.